# Don Joseph
Don Joseph (Staten Island, 13 aprile 1923 – Staten Island, 12 marzo 1994) è stato un trombettista statunitense.

## Attività musicale

### l'inizio
Negli anni 40 ha suonato con alcune grandi orchestre: Alvino Rey, Buddy Rich, Lucky Millinder, Buddy DeFranco. Con Lucky Millinder è entrato per la prima volta in uno studio di registrazione. Una registrazione amatoriale del 3 aprile 50 testimonia della sua presenza alle prove nella big band riunita da Gene Roland per accompagnare Charlie Parker: un assolo è sicuramente suo.
Agli inizi degli anni 50 suonava con musicisti come Tony Fruscella, Brew Moore, Bill Triglia, Red Mitchell, soprattutto nel jazz club Open Door dove spesso Charlie Parker era l'ospite d'onore.

### L'apice della carriera
Il suo momento di massimo “successo” è stato quando ha registrato due brani (con suoi assolo) con l'orchestra di Gerry Mullingan.Ancora migliori sono i risultati ottenuti in un'incisione del 23 luglio 1957 con il chitarrista Chuck Wayne come leader, in cui Don Joseph è il comprimario di lusso con ampio spazio solistico: Per la prima volta il cornettista ha modo di mettere in evidenza le sue qualità solistiche(soprattutto nel registro basso dello strumento) di cornettista appartenente alla corrente cool non tristaniana di New York.
L'unica seduta di registrazione della sua carriera a suo nome è stata fatta per la Uptown il 2/3 giugno del 1984 con ospiti eccellenti: Al Cohn al tenore, l'amico di una vita Bill Triglia, Red Mitchel e il batterista Joey Barron.